# 神奈川県立鶴嶺高等学校
神奈川県立鶴嶺高等学校（かながわけんりつ つるみねこうとうがっこう）は、神奈川県茅ヶ崎市円蔵に所在する公立の高等学校。通称は「鶴高（つるこう）」。

## 設置学科
- 普通科
  - 普通科には入試に海外帰国生特別募集があり、海外帰国生も受け入れている。

## 概要
神奈川県の「高校百校新設計画」の3年目の1975年(昭和50年)に開校した公立の全日制普通科高等学校である。国際交流を特色としており、海外研修旅行を毎年実施している。また、海外からの留学生及び訪問団の受け入れも行っている。

## 沿革
- 1975年 (昭和50年)
  - 4月7日 - 神奈川県立藤沢工業高等学校において第1回入学式挙行。
  - 5月1日 - 開校記念式挙式。この日を開校記念日とする。
  - 11月     - 北棟完工。
  - 12月     - 東棟完工。
- 1976年 (昭和51年) 
  - 1月1日 - 神奈川県立藤沢工業高校より現在地に移転。
  - 3月       - 西棟完工。
  - 7月       - 体育館完工。
  - 11月     -  南棟完工。
- 1977年 (昭和52年) - 帰国子女教育研究協力校に指定。
  - 10月1日 - 落成式挙式。
- 1979年 (昭和54年) - 社会福祉研究普及校に指定。
- 1981年 (昭和56年) - プール完工。
- 1982年 (昭和57年) - 校歌碑建立。
- 1983年 (昭和58年) - 校章碑建立。
- 1985年 (昭和60年)
  - 11月1日 - 創立10周年記念式典挙行。
- 1988年 (昭和63年) - 外国人留学生受入れ推進校に指定。
- 1989年（平成元年）ソフトテニス部男子が全国高校総体で初出場優勝。
- 1991年 (平成3年)   - ボランティア協力校に指定。 メリーランド州マクダナー高校と姉妹校締結。
- 1995年 (平成7年)
  - 11月10日  - 創立20周年記念式典挙行。
- 1999年 (平成11年) - メリーランド州 ジョン・F・ケネディー高校と姉妹校締結。
- 2002年 (平成14年) - 二学期制の導入。海外修学旅行(韓国)。
- 2004年 (平成16年) - 英国チャタムグラマースクール来校。
- 2005年 (平成17年) - 海外修学旅行(カナダ)。
  - 11月25日 - 創立30周年記念式典挙行。
- 2006年 (平成18年) - TOEICを導入。学力向上実践推進校、運動部活動安全対策指導者派遣事業実施校に指定。
- 2007年 (平成19年) - 運動部部活動活性化事業「学校の特色となる運動部活動」実践校に指定[1]。
- 2008年 (平成20年) - ボランティア活動推進拠点校に指定。海外修学旅行(マレーシア)。
- 2009年 (平成21年) - 国際・英語教育拠点校に指定。文部科学省「人権教育研究校」に指定。国内修学旅行(沖縄方面)。
- 2010年 (平成22年) - 県立高校教育力推進事業「国際教育」推進校に指定。
- 2011年（平成23年） - 普通教室全室にエアコンを設置。英国研修旅行に加え、ドイツ・ニュージーランドへの研修旅行を開始。県教育委員会より、かながわ部活ドリームプラン21 version2の「自己を磨く」の項目で指定を受ける[2]。 フランス トゥールーズ大学生来校。
- 2012年 (平成24年) - ドイツ ギムナジウム・グリンデ校の来校。
- 2013年 (平成25年) - 三学期制に移行。GTECを導入。県立高校教育力向上事業「国際教育」に指定。
- 2014年 (平成26年) - 国内修学旅行(北海道方面)。

## 校章
楕円の中に3羽の鶴が無限の可能性を求めて碧空高く飛翔する姿より、カタカナの「ツ」の字を表している。3羽の鶴は、生徒・教職員・保護者三位一体の姿と、知・徳・体を追求したもの。

## 教育方針
教養豊かにして国際感覚に富み、心身ともに健康で意思強く、常に相手の立場を尊重して行動できる人間の育成

## 教育目標
- (1) 豊かな知性と徳性の涵養
- (2) 充実した体力の育成
- (3) 個性と能力の開発
- (4) 広い視野の養成

## 学校行事
- 4月 - 入学式
- 6月 - 体育祭
- 9月 - 鶴嶺祭(かくれいさい)
- 10月 - 修学旅行(2年)
- 3月 - 卒業式、合唱祭(1年・2年)

## 部活動
運動部
- 陸上競技部
- 野球部
- サッカー部
- ソフトテニス部 男子・女子（男子は1989年全国高校総体で優勝）
- テニス部 男子・女子
- ハンドボール部 男子・女子
- バレーボール部 男子・女子
- バスケットボール部 男子・女子
- バドミントン部 男子・女子
- 卓球部
- 剣道部
- ダンス部
- チアリーディング部
- フットサル部 男子・女子

文化部
- 吹奏楽部
- 茶道部
- 華道部
- JRC部
- 軽音楽部
- 合唱部
- 美術部
- ESS部
- 文芸部
- 写真部
- 漫画研究部
- ファッション部

同好会
- 演劇同好会
- 調理同好会
- 科学同好会

## 国際交流
開校当初より海外帰国子女、短期・長期の留学生、海外訪問団の受け入れなど積極的に国際交流を進めてきた。毎年、海外研修旅行が実施されている。訪問先はニュージーランド・ドイツ・イギリスで、一週間程滞在する。内容は、現地の学校の授業に参加、ホームステイ、有名観光地の見学、異文化交流、日本文化の紹介などである。
海外からの受け入れとして、毎年1〜2名の長期留学生が在籍している。

## アクセス
- 相模線北茅ケ崎駅 徒歩約10分。
- 神奈川中央交通バス：JR東海道線(上野東京ライン・湘南新宿ライン)茅ケ崎駅北口みずほ銀行前バス乗り場1番・2番からの路線に乗車し、「ニュータウン入口」下車、徒歩2分[3]

## 著名な出身者
- 服部信明 (元茅ヶ崎市長)
- 星野剛士 (衆議院議員)
- 高橋洋二 (放送作家)
- 竹内明 (TBSテレビ報道局記者・ニュースキャスター)
- 甘糟りり子 (コラムニスト・作家)
- 関口涼子 (詩人・作家・翻訳家)
- Ohyama"BMW"Wataru(PE'Z) (ミュージシャン)
- 福山芳樹 (ミュージシャン)
- 菊池モアナ (起業家)
- 石井大生 (サッカー選手)

## その他
以下は撮影に使用されたCM・映画である。下記以外にも撮影に使用されたものもある。
CM
- 大塚製薬 - 『カロリーメイト』

映画
- 『代打教師 秋葉、真剣です!』